# Jarosław Andrychowski
Jarosław Andrychowski (ur. 8 marca 1955 w Warszawie) – kmdr dypl. pilot Wojska Polskiego.

## Życiorys
Jarosław Andrychowski w 1978 ukończył Wyższą Oficerską Szkołę Lotniczą.  W tym samym roku rozpoczął służbę w 13 Pułku Lotnictwa Transportowego w Krakowie, gdzie jako pilot i nawigator latał na samolotach An-2 i An-26 do roku 1986. Od 1987 jako pilot cywilny wykonywał loty w PLL LOT jako nawigator na samolotach Ił-18 i Tu-154. W 1994 rozpoczął służbę w Marynarce Wojennej. W 2000 ukończył studia w Akademii Marynarki Wojennej. Pełnił służbę w 18 Eskadrze Lotnictwa Ratowniczo-Łącznikowego, 1 Puckim Dywizjonie Lotniczym, Szefostwie Lotnictwa Marynarki Wojennej oraz jako szef Sekcji Szkolenia Lotniczego w dowództwie Brygady Lotnictwa Marynarki Wojennej. 
2 kwietnia 2007 w Siemirowicach objął obowiązki dowódcy 30 Kaszubskiej Eskadry Lotniczej. W międzyczasie ukończył studia podyplomowe w Akademii Marynarki Wojennej na kierunku zarządzanie kryzysowe. Podczas 51 Konferencji Bezpieczeństwa Lotów Lotnictwa Sił Zbrojnych dowodzona przez niego eskadra otrzymała z rąk Dowódcy Sił Powietrznych puchar za bezpieczne wykonywanie zadań w powietrzu. Szczególne osiągnięcia w wykonywaniu zadań służbowych w 2008 były podstawą uhonorowania eskadry przez Ministra Obrony Narodowej „Znakiem Honorowym Sił Zbrojnych Rzeczypospolitej Polskiej”. 
Z dniem 14 grudnia 2010 objął obowiązki dowódcy 44 Bazy Lotnictwa Morskiego stacjonującej na lotniskach w Siemirowicach i Darłowie.
Był pilotem wojskowym pierwszej klasy, posiadał nalot ogólny ponad 6400 godzin. Doświadczenie lotnicze zdobywał na samolotach PZL TS-8 Bies, PZL TS-11 Iskra, An-2, An-26, Ił-18 i Tu-154. Był wielokrotnie wyróżniany, między innymi tytułem honorowym Zasłużony Pilot Wojskowy, Statuetką „Ikara”. Reprezentował polskie lotnictwo morskie na międzynarodowych pokazach lotniczych i ćwiczeniach. Inicjator zacieśniania kontaktów z jednostkami sojuszniczymi brytyjskich Royal Air Force oraz Royal Navy. Przywiązywał dużą wagę do kultywowania najlepszych tradycji lotnictwa polskiego w kraju i za granicą. Osobiście zaangażował się w program modernizacji samolotów Bryza.
2 marca 2015, po 33 latach służby wojskowej, w tym blisko 8 latach służby w siemirowickim garnizonie, zakończył zawodową służbę wojskową. Rodzice – Zofia Dziewiszek-Andrychowska i Bolesław Andrychowski. Ma żonę Annę, trzy córki: Agnieszkę, Annę i Agatę. Zainteresowania: historia lotnictwa, fotografia, przyroda, ogrodnictwo, turystyka.

## Awanse
- podporucznik – 1978
- porucznik – 1981
- kapitan – 1985
- komandor podporucznik – 1998
- komandor porucznik – 2005
- komandor – 2011

## Ordery, odznaczenia i wyróżnienia
- Lotniczy Krzyż Zasługi
- Srebrny Medal za Długoletnią Służbę
- Złoty Medal „Za zasługi dla obronności kraju”
- Srebrny Medal „Za zasługi dla obronności kraju”
- Srebrny Medal „Siły Zbrojne w Służbie Ojczyzny”
- Brązowy Medal „Za zasługi dla obronności kraju”
- Brązowy Medal „Siły Zbrojne w Służbie Ojczyzny”
- „Zasłużony Pilot Wojskowy”
- wyróżniony statuetką Ikara
- odznaka pamiątkowa Akademii Marynarki Wojennej
- odznaka pamiątkowa 30 Kaszubskiej Eskadry Lotniczej
- odznaka pamiątkowa 44 Bazy Lotnictwa Morskiego